# Рудолф III фон Зулц
Рудолф III (II) фон Зулц (на немски: Rudolf III (II) von Sulz; * пр. 1390; † 1431 или между 4 март и 20 октомври 1439, вероятно в замък Бург Балм при Лотщетен) е граф в Предна Австрия и ландграф на ландграфство Клетгау (1405 неофициално, заместван от баща му; след това 1408 – 1431) и господар на Ротенберг (в Теритоар дьо Белфор).

## Биография
Той е син на Херман (VI) фон Зулц († 1429/1431) и съпругата му графиня Маргарета фон Хоенберг-Ротенбург († 1419), дъщеря на граф Рудолф III фон Хоенберг († 1389) и Ита фон Тогенбург († 1399).
Рудолф II става ландграф на Клетгау след тъста му Йохан IV фон Хабсбург-Лауфенбург († 18 май 1408). Той живее с фамилията си в замък Бург Балм при Лотщетен.

## Фамилия
Рудолф II се жени на 6 юли 1408 г. за Урсула фон Хабсбург-Лауфенбург (* ок. 1390; † 1460, Валдсхут), дъщеря наследничка на граф Йохан IV фон Хабсбург-Лауфенбург († 1408) и Агнес фон Хоен-Ланденберг († сл. 1431). Тя е наследничка на територия в Клетгау. Те имат децата:
- Агнес фон Зулц (* 1409; † 6 февруари 1484, женски манастир Зекинген)
- Йохан II фон Зулц (* ок. 1412/1414; † 16 декември 1484), граф на Зулц, ландграф в Клетгау, наследствен дворцов съдия в дворцовия съд Ротвайл (1434 – 1484), женен за Берта фон Хевен († 20 април 1517, Щрасбург)
- Маргарета фон Зулц († пр. 29 септември 1483), омъжена за фрайхер Йорг фон Рецюнс в Граубюнден († 1458/6 септември 1459)
- Алвиг X фон Зулц (VIII) (* 1417; † 7 декември 1492/5 февруари 1493), ландграф в Клетгау (1487 – 1493), женен на 24 юли/30 декември 1477 г. за Верена фон Брандис (1452 – 1504), дъщеря на фрайхер Улрих II фон Брандис-Блуменег и Пракседис фон Хелфенщайн († 1479). Техните синове са:
  - Рудолф V фон Зулц (* 1478; † 1535), ландграф в Клетгау (1493 – 1535), женен на 1 май 1497 г. за графиня Маргарета фон Валдбург-Зоненберг (1483 – 1546).
  - Юнкер Волф Херман фон Зулц (споменат 1491 – 1528), командант на Кюсабург
- Рудолф IV фон Зулц (* ок. 1418; † сл. 11 октомври 1487), граф на Зулц, ландграф в Клетгау, женен I. за Маргарета фон Лимпург-Гайлдорф, дъщеря на Конрад IV фон Лимпург-Гайлдорф (* 1395), II. на 20 септември 1439 г. за Клара фон Монфор